# Trichophysetis fumilauta
Trichophysetis fumilauta là một loài bướm đêm trong họ Crambidae.